# Осташево (Вармінсько-Мазурське воєводство)
Осташево (пол. Ostaszewo, нім. Stechau) — село в Польщі, у гміні Ґродзічно Новомейського повіту Вармінсько-Мазурського воєводства.
Населення — 434 особи (2011).
У 1975-1998 роках село належало до Торунського воєводства.

## Демографія
Демографічна структура станом на 31 березня 2011 року:
|          | Загалом | Допрацездатний вік | Працездатний вік | Постпрацездатний вік |
| -------- | ------- | ------------------ | ---------------- | -------------------- |
| Чоловіки | 213     | 48                 | 143              | 22                   |
| Жінки    | 221     | 52                 | 124              | 45                   |
| Разом    | 434     | 100                | 267              | 67                   |